# Cancer (zoologia)
Cancer Linnaeus, 1758 è un genere di crostacei decapodi marini. Sono onnivori.

## Distribuzione
Sono diffusi in tutti gli oceani.

## Tassonomia
In questo genere sono riconosciute 14 specie:
- Cancer bellianus Johnson, 1861
- Cancer bispinosus Herbst, 1783
- Cancer borealis Stimpson, 1859
- Cancer gibbulosus (De Haan, 1833)
- Cancer irroratus Say, 1817
- Cancer johngarthi Carvacho, 1989
- Cancer laevis
- Cancer mytilorum
- Cancer mytulorum
- Cancer novaezealandiae (Jacquinot, 1853)
- Cancer pagurus Linnaeus, 1758
- Cancer plebejus Poeppig, 1836
- Cancer porteri Rathbun, 1930
- Cancer productus Randall, 1840